# Trapiche Viejo, Guerrero
Trapiche Viejo är en ort i Mexiko.   Den ligger i kommunen Ahuacuotzingo och delstaten Guerrero, i den sydöstra delen av landet, 190 km söder om huvudstaden Mexico City. Trapiche Viejo ligger 1 008 meter över havet och antalet invånare är 463.
Terrängen runt Trapiche Viejo är kuperad åt nordost, men åt sydväst är den bergig. Trapiche Viejo ligger nere i en dal. Runt Trapiche Viejo är det glesbefolkat, med 20 invånare per kvadratkilometer. Närmaste större samhälle är Zitlala, 18,2 km väster om Trapiche Viejo. I omgivningarna runt Trapiche Viejo växer huvudsakligen savannskog.